# Szatymaz
Szatymaz is een plaats (község) en gemeente in het Hongaarse comitaat Csongrád. Szatymaz telt 4268 inwoners (2002).